# 哥特哈德·海因里希
哥特哈德·海因里希（德語：Gotthard Heinrici，1886年12月25日－1971年12月10日）是第二次世界大戰時的德国将领，最高军阶大將。海因里希被認為是德國國防軍的頭號防禦專家。他最後指揮的是在二戰末期成立的維斯度拉集團軍（由殘餘的A集團軍及中央集團軍組成），以對抗蘇聯軍隊自維斯度拉河向柏林的進攻。

## 個人生活
海因里希於1886年生於東普魯士，父親是一名德國福音宗教會（新教）的牧師。海因里希出身自一個神學家族，包括其父親的兄弟喬治·海因里希以及祖父卡爾·奧古斯特·海因里希（Carl August Heinrici），也因此他一生始終是一位虔誠的路德派信徒，並時常到教堂做禮拜。然而由於他的宗教信仰以及因為他拒絕加入納粹黨，使他不被納粹高層所歡迎，並因此常與希特勒及輕視他的帝国元帅戈林起衝突。
海因里希及其妻Gertrude Heinrici共育有兩名子女，Hartmut Heinrici及Gisela Heinrici。因為海因里希的妻子Gertrude具有猶太人的血統，他們的子女被紐倫堡法案（納粹種族法）列為「Mischlinge」（部分猶太人）。然而，海因里希自希特勒手中得到了「德意志血統證明」，這份證明為他們「可能」的雅利安人身分背書並因此保護他們一家不被歧視。

## 生平

### 早期軍事生涯
1905年中學畢業後，他打破了其家庭的傳統，於3月8日成為了步兵師的軍校學生並於戰爭學院就讀直到1906年。一戰期間，海因里希參與了入侵比利時的戰鬥並在1914年9月獲得了二級鐵十字勳章，而後海因里希隸屬的師被調往東線，並參與了第一次馬祖里湖戰役（1914）和羅茲戰役（1914），他也因此於1915年7月獲得了一級鐵十字勳章。
1916年5月，海因里希參與凡爾登戰役。9月起他先後在第24後備軍及第115步兵師的參謀部任職。1917年3月，他被派往德國總參謀部，並在9月參加了參謀軍官的訓練課程，稍後被派往第7軍及第8軍擔任參謀。1918年2月，海因里希被調任一支步兵師擔任參謀並負責部隊的作戰行動，同年8月，他在該職務任上獲得了十字佩劍騎士霍亨索倫王室勳章。

### 第二次世界大戰

#### 法國戰役
海因里希隸屬於勒布元帥（時為大將）的C集團軍，指揮第1軍團轄下的第12軍。他的部隊成功在6月14日從薩爾布魯根南方突破馬奇諾防線。

#### 蘇德戰爭
在巴巴羅薩行動期間，海因里希指揮第43軍作戰，隸屬於克魯格元帥的第4軍團，先後參與了比亞韋斯托克-明斯克戰役、基輔戰役及莫斯科戰役，並於1941年獲頒騎士鐵十字勳章。不久後在1942年1月，海因里希出任指揮第四軍團。1943年10月到11月間，海因里希於蘇軍發起的奧爾沙攻勢中（白俄羅斯境內）成功阻止了索科洛夫斯基元帥（時為上將）所率領的西部方面軍的攻勢，因此海因里希於11月24日獲頒橡葉騎士鐵十字勳章。在第四軍團撤退的過程中也對紅軍造成慘重損失，此成功令海因里希獲得了「防禦專家」的稱號。然而因為他拒絕在德軍撤出前以大火摧毀斯摩倫斯克的命令而被解除指揮官的職務，並以「健康不佳」為由（海因里希於一戰被毒氣所傷，之後便一直有消化系統的疾病）被納入非現役將領名單，並住到波西米亚卡尔斯巴德（今捷克卡羅維瓦利）的療養院中，海因里希說道：「他們就是要把我給投閑置散」。在他撤職後不久，第4軍團首度遭到蘇軍突破。

海因里希在日記中寫道：
「被大雪，尤其是雪堆所阻礙，將我們一公尺一公尺的推開，移動車輛和裝備在俄國的冬天中一點都不充足，在我們後方敵人正緊追者我們。關心著能否及時把部隊帶到安全的地方、帶著傷兵前進、別讓太多武器和裝備落入敵人手中，這些都是軍隊和他們的指揮官努力在做的……俄國人有著極好的冬季裝備，從我們前線上許多寬廣破口推進……在雪冰之中撤退就跟拿破崙一樣，失敗也是。」

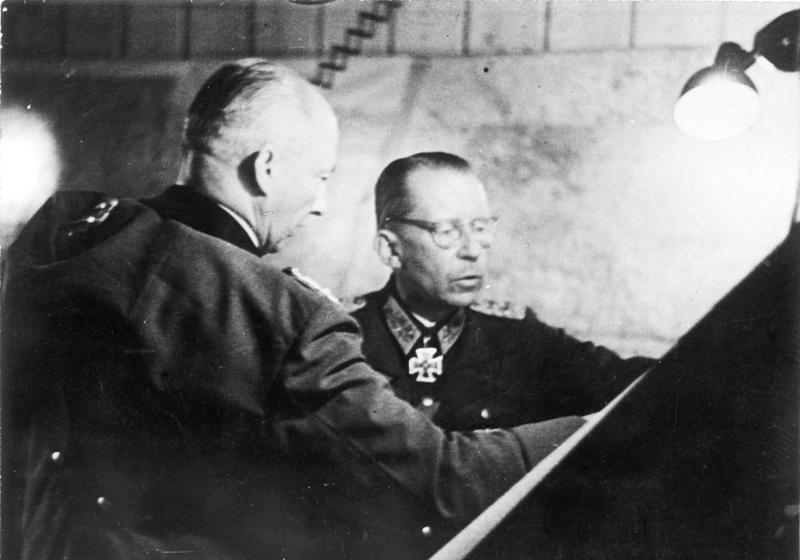
1943年中，克魯格元帥（左） 與海因里希

1944年，在蘇軍於烏克蘭獲得勝利後，海因里希反覆要求將中央集團軍撤退以縮短戰線，希特勒在5月20日參謀會議上拒絕了這些計畫。6月4日，海因里希被解除第四軍團的指揮權，稍後於巴格拉基昂行動中，第四軍團被包圍在明斯克以東而幾乎遭到殲滅。
1944年夏天，在被迫退休8個月之後，海因里希被派至匈牙利指揮第1装甲军团和附屬的匈牙利第一軍團。而他在撤退至斯洛伐克的同時亦能相當地保持第一裝甲軍團的完整，稍後於杜克拉山口戰役中，第一裝甲軍團阻止了蘇軍與斯洛伐克反抗軍聯合。1945年3月3日，海因里希獲頒橡葉佩劍騎士鐵十字勳章。

#### 從奧得河撤退
1945年3月20日，希特勒命令海因里希接替希姆萊指揮東線的維斯度拉集團軍，這是由於希姆萊於3月13日以生病為由辭去該職位並住到霍恩利琴療養院，此時集團軍的前線距柏林已不到50英哩。
維斯度拉集團軍轄下有由曼陀菲爾裝甲兵上將指揮的第3裝甲軍團及布瑟步兵上將指揮的第9軍團。海因里希的任務是要阻止蘇軍跨越奧得河，但同時他卻缺乏兵力和所需的軍需品，只有地形能夠幫到他，他將第4軍團部署於施勞弗高地上並分布成三條防禦線，從高地上得以俯瞰奧得河沿岸的沙地和沼澤。而曼陀菲爾的第三裝甲軍團則部署在北邊以阻止可能將由羅科索夫斯基元帥率領的白俄羅斯第2方面軍發動的側翼攻擊，然而，第3裝甲軍團擁有的戰車甚至比第九軍團的少。
4月16日，奧得-尼斯河戰役爆发，蘇軍發動了大約150萬人（蘇聯稱為柏林攻勢行動） 。在柏林戰役期間，海因里希向西邊撤退而不試圖防禦柏林。到了4月的尾聲，海因里希下令集團軍全體撤出奧得河沿岸。

#### 與凱特爾衝突與被免職
4月28日，國防軍總司令凱特爾元帥在柏林北方的路上時，發現到隸屬維斯度拉集團軍第3裝甲軍團的第7裝甲師及第25裝甲擲彈兵師正向北離開柏林。這些部隊原應前往柏林，而海因里希卻將其北調以阻止蘇軍於新布蘭登堡突破。這與凱特爾及其副手約德爾大將的命令相反。凱特爾在菲爾斯滕貝格附近的十字路口與海因里希和曼陀菲爾碰面，雙方發生激烈衝突，凱特爾指責海因里希軟弱，並說如果他效法倫杜利克大將那樣對付逃兵，他的部隊就不會再敗退。海因里希則是想把其部隊及儘量多的平民帶到西方，即波羅的海與易北河北段之間的地區。他對凱特爾說：「凱特爾元帥，若是你想槍決這些人，請你動手吧！」由於海因里希及曼陀菲爾拒不服從將軍隊調回奧得河陣地的命令，海因里希更表示：「只要我當集團軍司令，我就不會下這種命令給曼陀菲爾」，因而使海因里希於隔日遭到免職。
司徒登大將被任命為維斯杜拉集團軍的新司令，而庫爾特·馮·蒂佩爾斯基希上將被任命為臨時的集團軍司令直到司徒登抵達，但司徒登尚未到任即被英軍俘獲。而迅速惡化的戰況則使集團軍在最後幾天已無力協調其名義上所能指揮的部隊。
4月30日，海因里希奉命前往普倫報到，然而赫爾穆斯·藍格上尉則請求他汽車「能開多慢就多慢」，因為他不希望海因里希跟隆美爾一樣被迫自殺（隆美爾曾為海因里希的副官，藍格則是隆美爾的侍從官） ，5月28日海因里希在普倫向英軍投降。

### 戰後生活
海因里希投降後被送到英國威爾斯南部布里真德市附近的戰俘營「島嶼農場」，除了在1947年10月被送到美國三個星期外，他一直被拘留在那裡，直至1948年5月19日獲釋為止。1950年代，他協助美國陸軍軍事歷史中心編制德軍的計畫史，該中心創建於1946年1月，為美軍吸收德軍戰俘的作戰知識及經驗。他也是考李留斯·雷恩於1966出版的《最後一役》的主要貢獻者。1971年海因里希於西德卡爾斯魯爾逝世，並以隆重的軍葬禮葬於弗萊堡的貝爾加克公墓。

## 評價
儘管海因里希的妻子為半猶太人，他仍支持納粹政權許多民族主義及法西斯主義的政策，包含以主張「生存空間」為由的領土擴張，但他並不同意納粹的種族政策，他曾因「水晶之夜」（反猶太人的大屠殺）而感到驚嚇，雖然這並未使他與納粹政權保持距離。
在巴巴羅薩行動前夕，海因里希收到了政治委員令，並認為這將緩解前線的壓力因為它能夠在後方進行「預防性恐懼」的訓練。海因里希在給家人的信中說道蘇聯士兵作戰十分英勇，並認為蘇軍士兵「比起法軍，是更為優秀的部隊，極其堅韌、狡猾與詭譎」。此外，他多次忽視焦土政策的命令（在敵軍來臨前毀滅一切可供敵人使用的東西，不使敵人得到它們），像是拒絕摧毀具有重要歷史意義的斯摩倫斯克，戰爭末期也支持軍備和戰時生產部長阿爾伯特·施佩爾儘量保存柏林。
作為一位軍隊指揮官，歷史學家描述他是國防軍的頭號防禦專家，且是位令同事敬佩的天才，而他今日的沒沒無聞則可能是由於他的行為，用軍事史作家塞繆爾·米查姆的話來說，就像是：「跟一袋20磅的肥料一樣有魅力」。
2014年，海因里希的日記和私人信件由約翰內斯·赫爾特編集成書，名為《A German General on the Eastern Front: The Letters and Diaries of Gotthard Heinrici 1941-1942》。內容中，海因里希透露了他對希特勒的策略日益增加的懷疑，以及日益增加對於國防軍牽連進戰爭罪及第一次納粹大屠殺行動中的關心。

## 榮譽
- 普魯士鐵十字勳章：二級（1914年9月27日）；一級（1915年7月24日）[33]
- 十字佩劍騎士霍亨索倫王室勳章（1918年8月9日）[33]
- 納粹帶扣鐵十字勳章：二級（1940年5月13日）；一級（1915年6月6日）
- 橡葉佩劍騎士鐵十字勳章
  - 騎士鐵十字勳章（1941年9月18日，擔任步兵上將指揮第43軍）[34]
  - 橡葉騎士鐵十字勳章（1943年11月24日，擔任大將指揮第四軍團）[34]
  - 橡葉佩劍騎士鐵十字勳章（1945年3月3日，擔任大將指揮第一裝甲軍團）[34]

## 外部連結
- 哥特哈德·海因里希（德国国家图书馆目录）
- 维基共享资源上的相關多媒體資源：哥特哈德·海因里希

| 军职                                  | 军职                                              | 军职                                  |
| ------------------------------------- | ------------------------------------------------- | ------------------------------------- |
| 前任： 格哈德·格洛克 中將             | 第16步兵師師長 1937年10月12日-1940年1月31日       | 繼任： 海因里希·克蘭普夫少將          |
| 前任： 瓦爾特·施羅斯步兵上將          | 第12軍軍長 1940年4月9日－1940年6月17日            | 繼任： 瓦爾特·施羅斯步兵上將          |
| 前任： 弗朗茨·伯梅山地兵上將          | 第43軍軍長 1940年6月17日-1942年1月20日            | 繼任： 格哈德·貝特霍爾德少將          |
| 前任： 路德維希·庫伯勒山地兵上將      | 第4軍團司令 1942年1月20日－1942年6月6日           | 繼任： 漢斯·馮·薩爾穆斯大將           |
| 前任： 漢斯·馮·薩爾穆斯大將           | 第4軍團司令 1942年7月15日－1943年6月              | 繼任： 漢斯·馮·薩爾穆斯大將           |
| 前任： 漢斯·馮·薩爾穆斯大將           | 第4軍團司令 1943年7月31日－1944年6月4日           | 繼任： 庫爾特·馮·蒂佩爾斯基希步兵上將 |
| 前任： 艾哈德·勞斯大將                | 第1裝甲軍團司令 1944年8月15日－1945年3月19日      | 繼任： 瓦爾特·內林大將                |
| 前任： 親衛隊全國領袖 海因里希·希姆莱 | 維斯度拉集團軍指揮官 1945年3月20日－1945年4月28日 | 繼任： 庫爾特·馮·蒂佩爾斯基步兵上將   |